# نیگل گلدنفلد
نیگل گلدنفلد فیزیکدان، استاد دپارتمان فیزیک دانشگاه ایلینوی در اربانا شمپین و مسئول مؤسسه اخترزیست‌شناسی ناسا با هدف زیست‌شناسی جهانی می‌باشد. گلدنفلد بعلاوه مسئول گروه زیست پیچیدگی در موسسه زیست شناسی ژنومی کارل ووز در دانشگاه ایلینوی است. از کتاب‌های او، کتابی در زمینه فیزیک آماری به نام (به انگلیسی: Phase Transitions and Renormalization Group) می‌باشد.
او در کتاب فیزیک طبیعت می‌نویسد، هیچ‌کس جزیره نیست.
گلدنفلد می‌گوید، پیچیدگی از جایی شروع می‌شود که علیت و بحث رابطهٔ علت و معلول، در شرح آنچه روی داده است، ناتوان می‌ماند. در زیست‌پیچیدگی نمی‌توان دلیل پدیده‌ها را با علت و معلول (یعنی تنها با دو وضعیت) توضیح داد و تنها یک دلیل نهایی پیدا کرد.